# 14871 Пірам
14871 Пірам (14871 Pyramus) — астероїд головного поясу, відкритий 13 жовтня 1990 року.
Тіссеранів параметр щодо Юпітера — 3,129.
Названий на честь класничного літературного героя Пірама.